# Ernesto Jacobo de Baden-Hachberg
Ernesto Jacobo de Baden-Hachberg (24 de agosto de 1590-29 de mayo de 1591) fue margrave titular de Baden-Hachberg desde que nació el 24 de agosto de 1590 hasta su muerte menos de un año después.

## Un príncipe póstumo
Su padre, el margrave luterano Jacobo III de Baden-Hachberg, se convirtió a la fe católica el 15 de julio de 1590 e hizo del catolicismo la religión de Estado del margraviato el 15 de agosto siguiente. Una semana más tarde, el 17 de agosto de 1590 murió súbitamente, envenenado por arsénico según la autopsia practicada por dos profesores de la Facultad de Medicina de Friburgo. El 24 de agosto de 1590, su joven viuda, la condesa Isabel de Culemborg-Pallandt, dio a luz a un hijo póstumo, Ernesto Jacobo que se convirtió así en el heredero del margraviato de Baden-Hachberg. Inmediatamente su tío, el príncipe protestante Ernesto Federico de Baden-Durlach, se impuso en detrimento de su madre como regente del bebé, que murió a su vez pocos meses más tarde el 29 de mayo de 1591. Ernesto Federico de Baden-Durlach incorporó entonces Baden-Hachberg a sus dominios y privó asimismo a la viuda católica de su hermano de su dote de viudez de Emmendingen que le había sido concedida por su difunto esposo.